# Foster-Greer-Thorbecke-Indizes
Die Foster-Greer-Thorbecke-Indizes (FGT-Indizes) sind eine Familie von Armutsmaßen. Der am meisten benutze Index der Familie, FGT2, gewichtet die Armut des ärmsten Individuums stärker, was es zu einem Armutsmaß macht, das die Armutsmessung und die Messung der Einkommensungleichheit kombiniert. Es ist ein populäres Maß der Entwicklungsökonomik. Die Indizes wurden 1984 in einer wissenschaftlichen Arbeit der Ökonomen Erik Thorbecke, Joel Greer sowie James Foster veröffentlicht.

## Bedeutung
Die einzelnen Indizes der Familie werden durch die Bestimmung des Parameters α in der folgenden Gleichung abgeleitet:
{\displaystyle {\mathit {FGT}}_{\alpha }={\frac {1}{N}}\sum \limits _{i=1}^{H}\left({\frac {z-y_{i}}{z}}\right)^{\alpha }},
wobei z die Armutsgrenze,  N die Anzahl der Menschen in einer Volkswirtschaft, H die Anzahl der Armen (deren Einkommen unter z liegen), yi das Einkommen eines jeden Individuums i darstellt.
Wenn α klein ist, dann bewerten die FGT-Indizes alle Individuen unterhalb der Armutsgrenze z ungefähr gleich. Je größer der Wert von α ist, desto stärker wird die Stellung des ärmsten Individuums gewichtet. Je größer die FGT-Statistik ist, desto ärmer ist eine Ökonomie.

## FGT0undFGT1
Wenn man α = 0 setzt, dann reduziert sich die Formel zur Armutsquote, d. h. zum Anteil der Population, die unterhalb der Armutsgrenze lebt
{\displaystyle {\mathit {FGT}}_{0}={\frac {H}{N}}}.
Wird α = 1 gesetzt, dann reduziert sich die Formel zum Armutslücken-Index:
{\displaystyle {\mathit {FGT}}_{1}={\frac {1}{N}}\sum \limits _{i=1}^{H}{\frac {z-y_{i}}{z}}}.

## FGT2
Die beiden vorgestellten Indizes werden oft gebraucht. Der am meisten verwendete Index in der Entwicklungsökonomik ist jedoch der Index, der sich für α = 2 ergibt:
{\displaystyle {\mathit {FGT}}_{2}={\frac {1}{N}}\sum \limits _{i=1}^{H}\left({\frac {z-y_{i}}{z}}\right)^{2}}.
Der FGT2 kann auch geschrieben werden als
{\displaystyle {\mathit {FGT}}_{2}=H\mu ^{2}+\left(1-\mu ^{2}\right)C_{v}^{2}},
wobei Cv der Variationskoeffizient der Haushalte der Armen und H die absolute Anzahl der armen Haushalte ist. Der Parameter μ ist gegeben durch
{\displaystyle \mu ={\frac {1}{H}}\sum \limits _{i=1}^{H}{\frac {z-y_{i}}{z}}}.
Andere Zerlegungen des Indexes sind ebenfalls möglich.
Das einzige Maß, das FGT0, FGT1 und den Gini-Index kombiniert, ist der Sen-Index.